# Home for Christmas (Danity Kane)
Home for Christmas è una canzone di Natale del gruppo femminile statunitense Danity Kane. La canzone è stata scritta da uno dei membri del gruppo (Dawn Richard) e prodotta da Adam Blackstone. Il singolo, pubblicato durante il mese di dicembre 2006, è stato sponsorizzato durante alcune tappe del tour della band.
La canzone fu registrata immediatamente dopo il termine dei lavori del loro album di debutto, intitolato Danity Kane. Il brano raggiunge il sesto posto della classifica delle canzoni più scaricate su iTunes.

## Date di pubblicazione
- 5 dicembre 2006
- 5 dicembre 2006